# Hend Sabri
Hend Sabri (àrab: هند صبرى, Hind Ṣabrī; Tunis, 20 de novembre de 1979) és una actriu tunisiana i egipcia que treballa a Egipte.

## Primers anys
Va estudiar al Lycée Pierre-Mendès-France de Tunis i va estudiar dret a la facultat de dret de la Universitat de Tunis. Després es va convertir en advocada de la Cort d'Apel·lació de Tunísia.

## Carrera
Va aparèixer el 1994 en diverses pel·lícules tunisianes com ara Les Silences du palais i La Saison des hommes de Moufida Tlatli, Poupées d'argile de Nouri Bouzid o La Librairie de Nawfel Saheb-Ettaba. Va rebre el premi a la millor actriu pel seu paper de jove Alia a Les Silences du palais al Festival de Cinema de Cartago el 1994.
Resident a Egipte, interpreta papers a pel·lícules egípcies com Diary of a Teenage Girl (2001) d'Inas Al Deghidi, State of Love de Saad Hindawi i Omaret Yakobean de Marwan Hamed, al costat d'Adel Imam. El 26 de març de 2005 va guanyar el premi a la millor actriu de la Unió de Periodistes Egipcis pel seu paper a The Best Moments de Hala Khalil. Posteriorment va actuar a Whatever Lola Wants al costat de Hichem Rostom (2007).
En 2005, Hend Sabri fou membre del jurat de la cinquena edició del Festival Internacional de Cinema de Marràqueix.
El 2010 Sabri va interpretar a «Ola» al drama Ayza Atgawez de la televisió egípcia com un personatge obsessionat per casar-se, que passa per desenes de possibles nuvis. Treballa contínuament al cinema egipci i resideix al Caire.
El 2010 va ser nomenada ambaixadora contra la fam pel Programa Mundial d'Aliments de l'ONU. Arabian Business la va incloure entre les «100 dones àrabs més poderoses» el 2013.
Va ser a la portada de la revista popular Tunivisions el juny de 2011. També és ambaixadora de Garnier.
El novembre de 2023, va renunciar al seu paper d'ambaixadora de bona voluntat del WDP després de tretze anys, al·legant el seu fracàs durant el bloqueig israelià de la Franja de Gaza de 2023.

## Vida personal
Sabry va estar compromesa durant més de dos anys amb l'actor sirià Bassel Khaiat.
Sabri està casada amb l'empresari egipci Ahmad el Sherif i té dues nacionalitats, la del seu país d'origen Tunísia i el seu país de residència Egipte.

## Filmografia

### Cinema
| Any  | Títol                           | Paper      | Notes |
| ---- | ------------------------------- | ---------- | ----- |
| 1994 | Samt el qusur                   | Alya       |       |
| 2000 | La Saison des hommes            | Amna       |       |
| 2001 | Muwaten W Mokhber W Harami      | Hayat      |       |
| 2001 | Mozakkerat Moraheqah            | Gamilah    |       |
| 2002 | El kotbia                       | Lila       |       |
| 2002 | Ara'es El Tin                   | Feddah     |       |
| 2003 | Ezzay El Banat Tehebbak         | Mirna      |       |
| 2003 | 'Ayez Ha'i                      | Wafa       |       |
| 2004 | Halet Hobb                      | Habibah    |       |
| 2004 | Ahla El Aw'at                   | Yosriyyah  |       |
| 2005 | Banat West El Balad             | Jominah    |       |
| 2005 | Ouija                           | Faridah    |       |
| 2006 | Le'bet El Hobb                  | Lila       |       |
| 2006 | Malek W Ktabah                  | Hend       |       |
| 2006 | Omaret yakobean                 | Bothaynah  |       |
| 2006 | Sabah El Fol                    | Thana      |       |
| 2007 | El-Gezirah                      | Karimah    |       |
| 2007 | El Torbini                      | Malak      |       |
| 2008 | Genainat el-Asmak               | Lila       |       |
| 2009 | Ibrahim Labyad                  | Horiyyah   |       |
| 2009 | Heliopolis                      | Nagla      | Veu   |
| 2011 | Asmaa                           | Asmaa      |       |
| 2014 | Excuse My French                |            |       |
| 2014 | El Gezirah 2                    | Karimah    |       |
| 2016 | Fleur d'Alep                    | Salma      |       |
| 2017 | El Kenz: El Haqiqah W El Khayal | Hatshepsut |       |
| 2019 | The Blue Elephant 2             | Faridah    |       |
| 2019 | El Kenz 2                       | Hatshepsut |       |

### Sèries de televisió
| Any  | Sèries               | Paper          |  |
| ---- | -------------------- | -------------- |  |
| 2007 | Lahazah Haregah      | Critical Trice |  |
| 2008 | Maktub               | Ebtesam        |  |
| 2008 | Ba'd El Foraq        | Sokkarah       |  |
| 2010 | Ard Khas             |                |  |
| 2010 | Ayza Atgawwez        | Ola            |  |
| 2012 | Vertigo              | Faridah        |  |
| 2014 | Emperatoriyyet Min ? | Amirah         |  |
| 2017 | Halawet El Donya     | Aminah         |  |
| 2021 | Hagmah Mortaddah     | Dina           |  |
| 2022 | Al ba7th 3an Ola     | Ola            |  |

## Reconeixements
El desembre de 2024, la BBC va incloure-la en la seva llista 100 Women, que reconeix a les dones més inspiradores i influents de l'any a nivell mundial.